# Universidade Internacional do Mónaco
A Universidade Internacional do Mónaco , nativamente Université internationale de Monaco mais conhecida por International University of Monaco (IUM), fundada como Universidade do Sul da Europa em 1986, é uma instituição privada localizada em Monte Carlo, no Mónaco. É especializada no ensino da  gestão  de negócios, principalmente de luxo. Todos os cursos são leccionados em  inglês em turmas reduzidas. É amplamente considerada uma das mais prestigiantes e luxuosas instituições de ensino superior de França e da Europa.

## Cursos
- Bachelor of Science in Business Administration (BSBA)
- Master's of Business Administration (MBA)
- Executive Master's of Business Administration (EMBA)
- Master's in Finance - Financial Engineering (MFIN-FE)
- Master's in Finance - Hedge Funds and Private Equity (MFIN-HF)
- Master's in Finance - International Wealth Management (MFIN-IWM)
- Master's of Science in Luxury Goods and Services (MScLGS)